# Pterocaesio flavifasciata
Pterocaesio flavifasciata är en fiskart som beskrevs av Allen och Erdmann 2006. Pterocaesio flavifasciata ingår i släktet Pterocaesio och familjen Caesionidae. Inga underarter finns listade i Catalogue of Life.